# Bolma rugosa
Bolma rugosa là một loài ốc biển lớn có nắp vôi hóa, là động vật thân mềm chân bụng sống ở biển thuộc họ Turbinidae, họ ốc xà cừ.